# Electrona

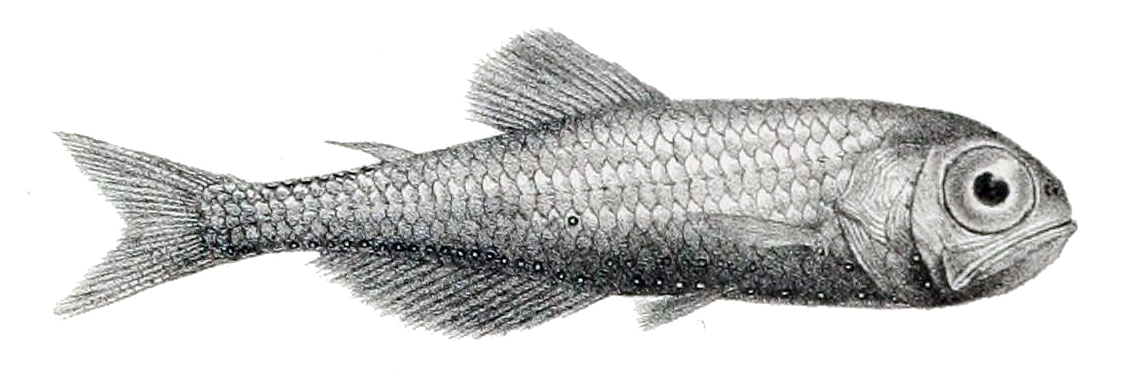
E. antarctica

Electrona es un género de peces marinos de la familia de los mictófidos distribuidos por gran parte de los mares y océanos del mundo.
La longitud máxima descrita se encuentra entre los 7 y los 12  cm (centímetros).
Son especies oceánicas y mesopelágicas, que se suelen encontrar de noche en aguas superficiales.

## Especies
Existen cinco especies válidas en este género:
- Electrona antarctica (Günther, 1878)
- Electrona carlsbergi (Tåning, 1932)
- Electrona paucirastra (Bolin, 1962)
- Electrona risso (Cocco, 1829), chispa
- Electrona subaspera (Günther, 1864), mictófido